# 인터랙티브 영화
인터랙티브 영화(Interactive Cinema)는 기존의 영화와는 달리 관객들이 능동적인 참여를 하면서 볼 수 있는 혁신적인 개념의 영화이다. 체코 감독 라두스 킨세라가 1967년에 선보인 영화 <Kinoautomat> 가 최초의 인터랙티브 영화로 알려져있다.  첫 번째 극장용 인터랙티브 영화는 1992년과 1995년 사이에 제작되었다. 이 영화는 인터필름(Inter Film)이라는 회사에 의해 제작되었으며, 소니사의 지원을 받았다.
인터랙티브 영화는 디지털 기술에 힘입어 새로운 가능성을 모색하게 되었다. 뉴미디어 이론가이며 미디어 아티스트인 제프리 쇼와 피터 바이벨은 현재 영화의 진화를 두고 몽타주, 기존의 영화, 실험문학, TV, 비디오, 인터넷 등을 모두 결합한 하이브리드 영화의 개념을 도출시킨다. 말마따나 현재 영화는 컴퓨터게임과의 결합을 시도하거나 스크린을 벗어나 다른 대안적인 투사형식을 찾고 있는 실험을 진행 중이다. 또한 기존의 선형적 서사구조가 아닌 비선형적 형태의 서사를 모색하고 있기도 하다. 이러한 새로운 시도들의 궁극적인 종착점 중 하나가 바로 인터랙티브 영화다.
이외에도 다큐멘터리 감독인 조리아나 다벤포트가 수장으로 있는 Interactive Cinema Group의 작업들 중 하나인 < NEW ORLEANS IN TRANSITION : 1983-1986>는 인터렉티브 영화의 새로운 가능성을 보여준다. 이 작품은 네티즌들이 영화의 시퀀스들을 데이터베이스에 저장하고 인터랙티브 툴을 통해 도시의 변화 과정을 감상할 수 있도록 설계되었다.

## 인터랙티브 영화의 특징
대체로 인터랙티브 영화는 두 가지 길을 걸어왔다. 하나는 단체 경험형태로 대형 스크린의 전형적인 일반 영화와 많이 비슷하다. 또 다른 하나는 보다 친밀한 경험을 제공하는 방식으로 TV와 유사하다. 영화는 주로 가정집에서 소형 스크린(컴퓨터, DVD 플레이어, 또는 화면과 조절장치가 달린 디바이스)을 통해 상영된다.
이러한 두 종류의 영화가 제공하는 인터랙티비티와 총체적 경험은 서로 많이 다르지만 이들 사이에는 중요한 공통점이 존재한다.
1)스토리 위주다.
2)확장적 캐릭터들이 등장한다.
3)게임 같은 요소가 있을 순 있으나 내러티브가 중심역할을 한다.
4)이용자의 선택이 스토리의 체험방식에 지대한 영향을 미친다.
현재 인터렉티브 영화는 인접 유사장르인 게임과의 적극적인 융합을 모색하고 있기도 하다. 또한 박물관, 전시관 등에서 교육용 목적으로도 제작되고 있다.

## 같이 보기
- 컷신
- 인터랙티브 아트
- 인터랙션 디자인